# Borgen i Otranto
Borgen i Otranto är en gotisk roman skriven av Horace Walpole, 4:e earl av Orford. Romanen publicerades först 1764 under titeln The Castle of Otranto, A Story. Translated by William Marshal, Gent. From the Original Italian of Onuphrio Muralto, Canon of the Church of St. Nicholas at Otranto medan den vid den andra utgåvan istället fick titeln The Castle of Otranto, A Gothic Story.
Handlingen utspelar sig i ett spökslott och sättet romanen väver samman handlingen med den gotiska miljön har hjälpt till att forma den moderna gothkulturen. Borgen i Otranto har även inspirerat en genre som blev populär under sena 1700- och 1800-talet via författare såsom Clara Reeve, Ann Radcliffe, William Beckford, Matthew Lewis, Mary Shelley, Bram Stoker, Edgar Allan Poe, Robert Louis Stevenson och George du Maurier.
Walpole inspirerades att skriva romanen efter en mardröm som han hade haft i Strawberry Hill House i Twickenham, London i England. I mardrömmen såg han ett spöke med en "jättelik hand i rustning" och tillsammans med detta använde han sig av sina kunskaper om medeltida historia för att skriva Borgen i Otranto.